# Biserica de lemn din Maiorești

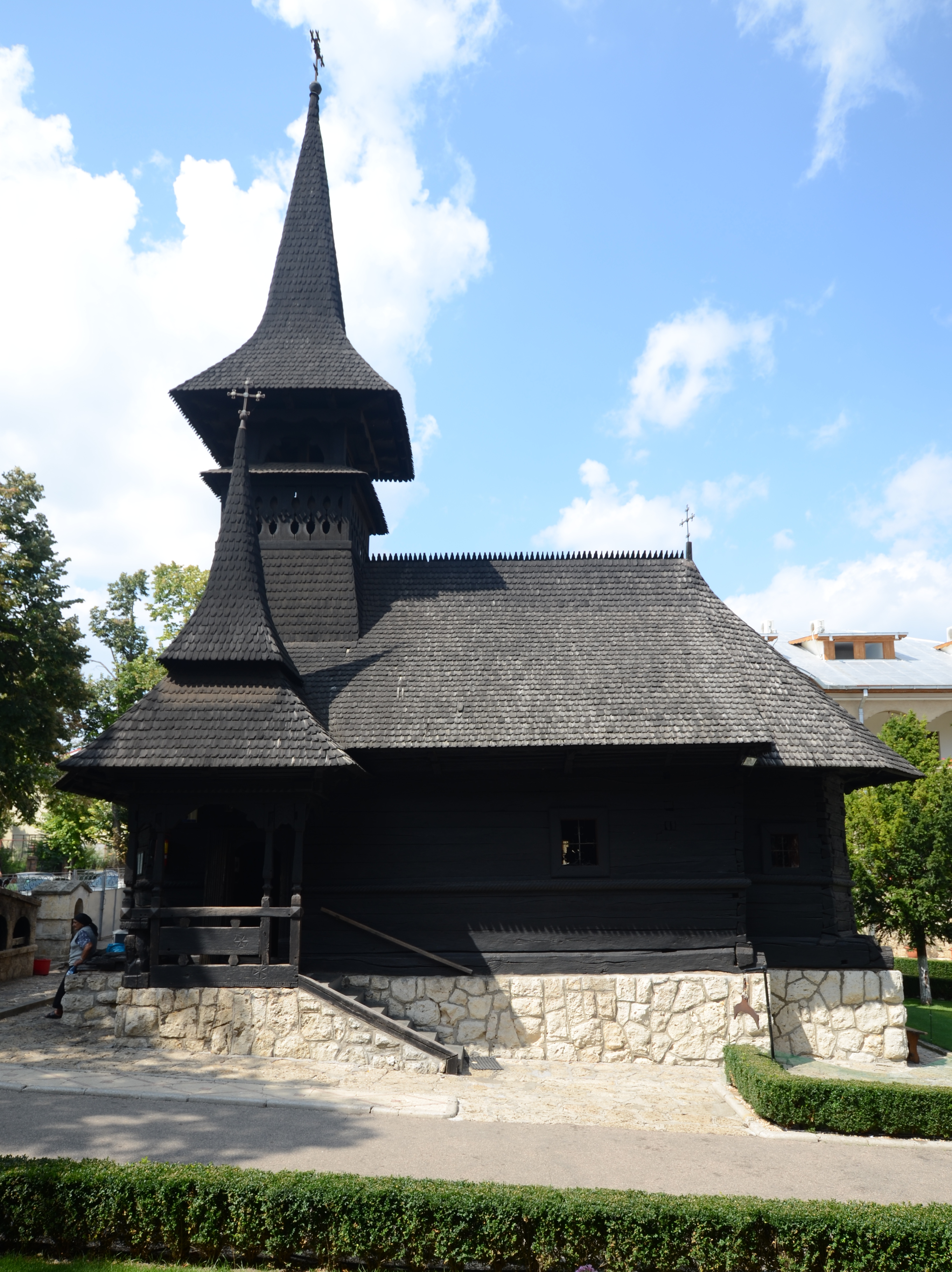
Biserica de lemn din Maiorești, Mureș, astăzi în incinta Mănăstirii Sf. Maria din Techirghiol, Constanța

Biserica de lemn din Maiorești se află în incinta Mănăstirii Sf. Maria din Techirghiol, județul Constanța. 
Biserica a fost ridicată în satul Maiorești din județul Mureș pe la mijlocul secolului al XVIII-lea, având inițial hramul "Sfinții Petru și Pavel". Ea a fost mai întâi demontată și mutată de regele Carol al II-lea la castelul Pelișor din Sinaia în 1934. În anul 1951, biserica a fost strămutată la Techirghiol, pentru a servi unei mănăstiri de măicuțe, fiind amplasată într-un loc în care funcționa un sanatoriu preoțesc înființat în anul 1928. Biserica a fost resfințită la 15 august 1951, având de atunci hramul "Adormirea Maicii Domnului".
Pictura bisericii a fost realizată în mai multe etape, de către diverși meșteri din zona Mureșului. Ușile împărătești sunt realizate în anul 1730, fiind atribuite meșterului Andrei de la Sunfalu, iar pe ele se regăsește următoarea inscripție: "Aceste dveri au plătit Maer Eremia și cu Bota Gligore pentru iertarea păcatelor sale - 1750".
Biserica se află pe noua listă a monumentelor istorice sub codul LMI:  CT-II-m-A-02916.

## Imagini

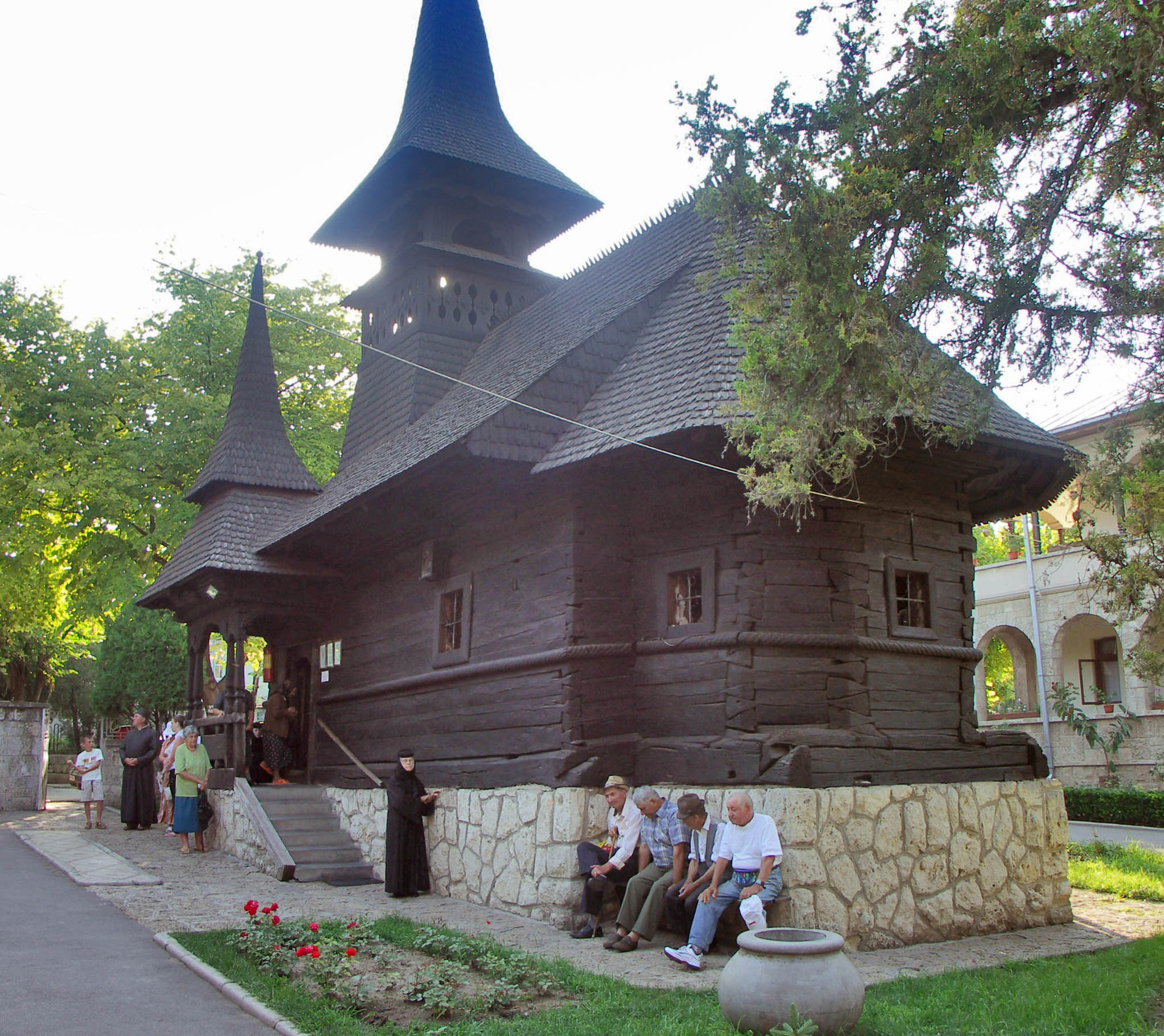
Biserica
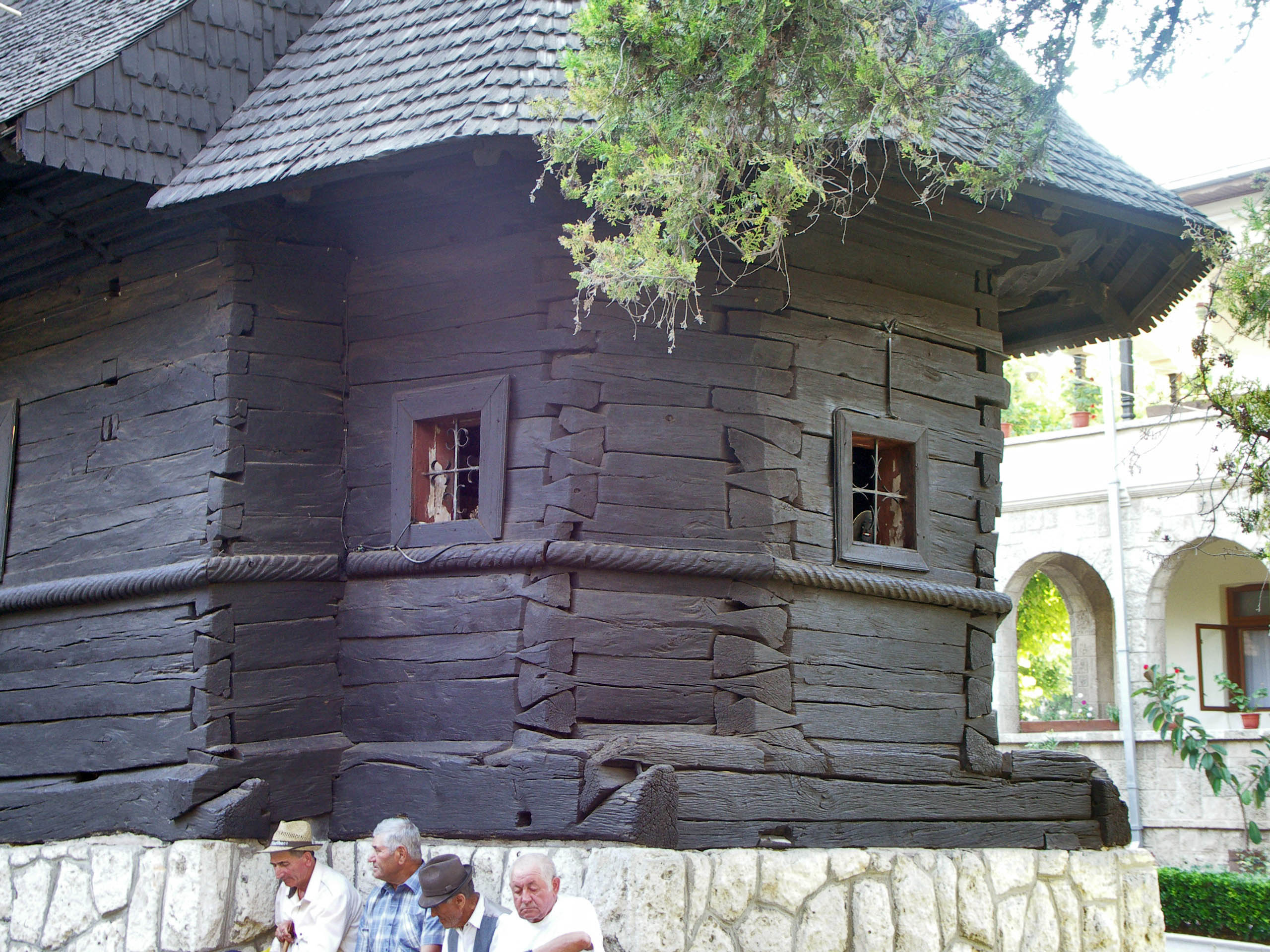
Altarul
Portalul exterior
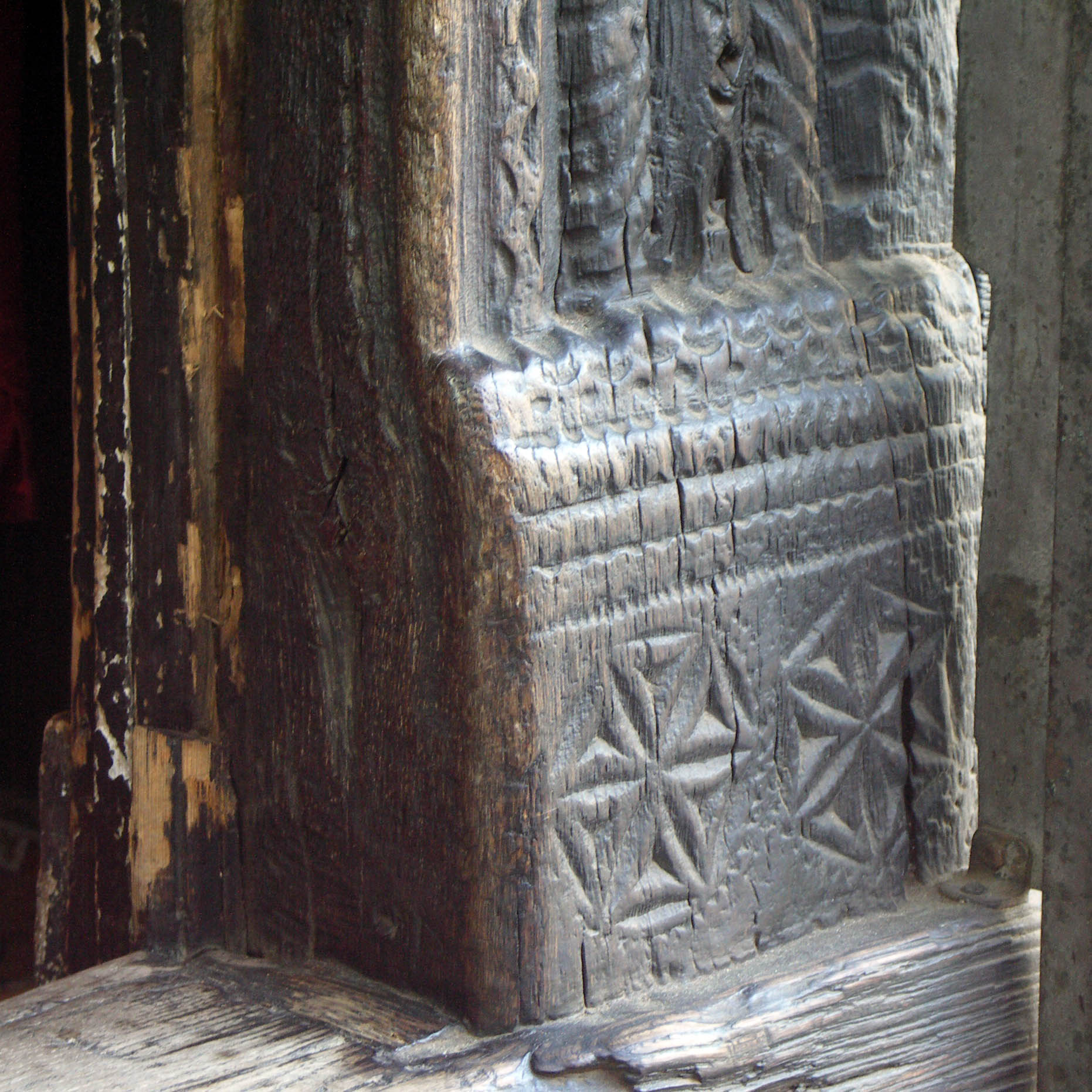
Portalul exterior, jos
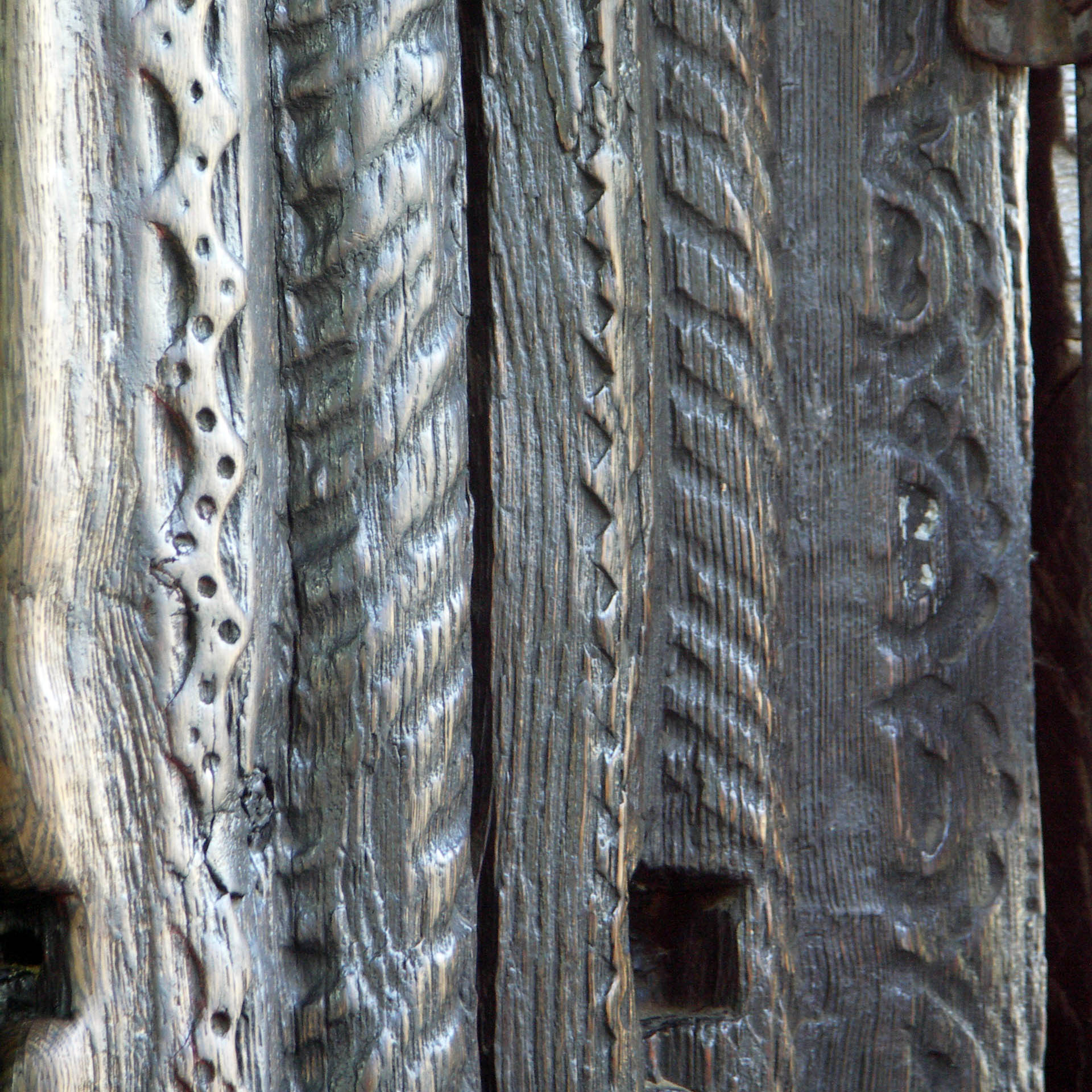
Portalul exterior, mijloc
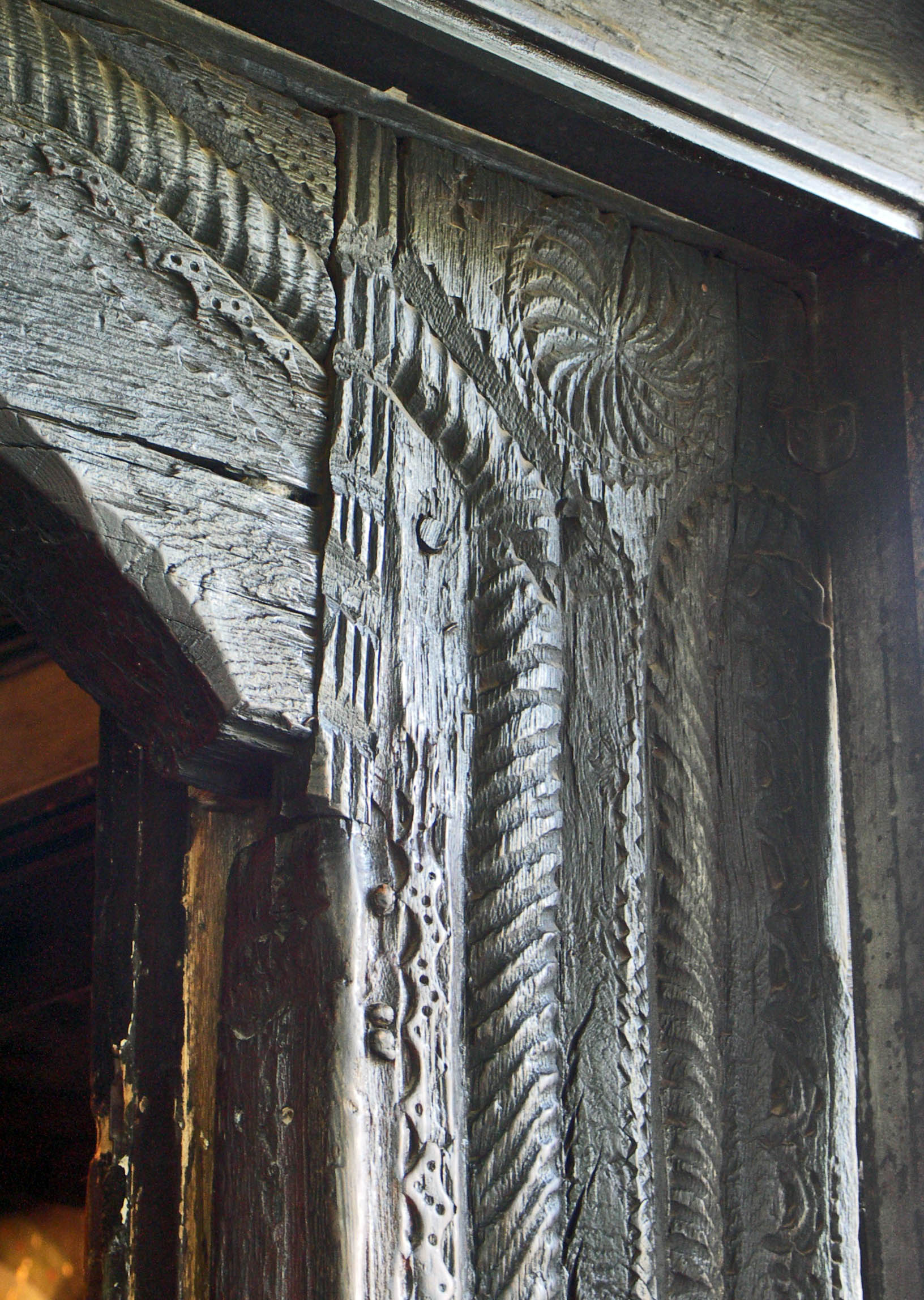
Portalul exterior, sus
Fragment din portalul interior